# 蓬贾伊普加卢尔
蓬贾伊普加卢尔（Punjaipugalur），是印度泰米尔纳德邦Kapur县的一个城镇。总人口20306（2001年）。

## 人口
该地2001年总人口20306人，其中男性10136人，女性10170人；0—6岁人口2034人，其中男1035人，女999人；识字率69.43%，其中男性为78.19%，女性为60.71%。